# It Doarp Huzum (schip, 1925)
It Doarp Huzum is het skûtsje waarmee Siete Eildertsz Meeter sinds 2025 deelneemt aan het skûtsjesilen van de SKS. Het skûtsje is eigendom van de Stichting Vriendenclub Huzumer Skûtsje. Het is genoemd naar het dorp Huizum (Fries: Huzum), inmiddels deel uitmakend van de stad Leeuwarden. 

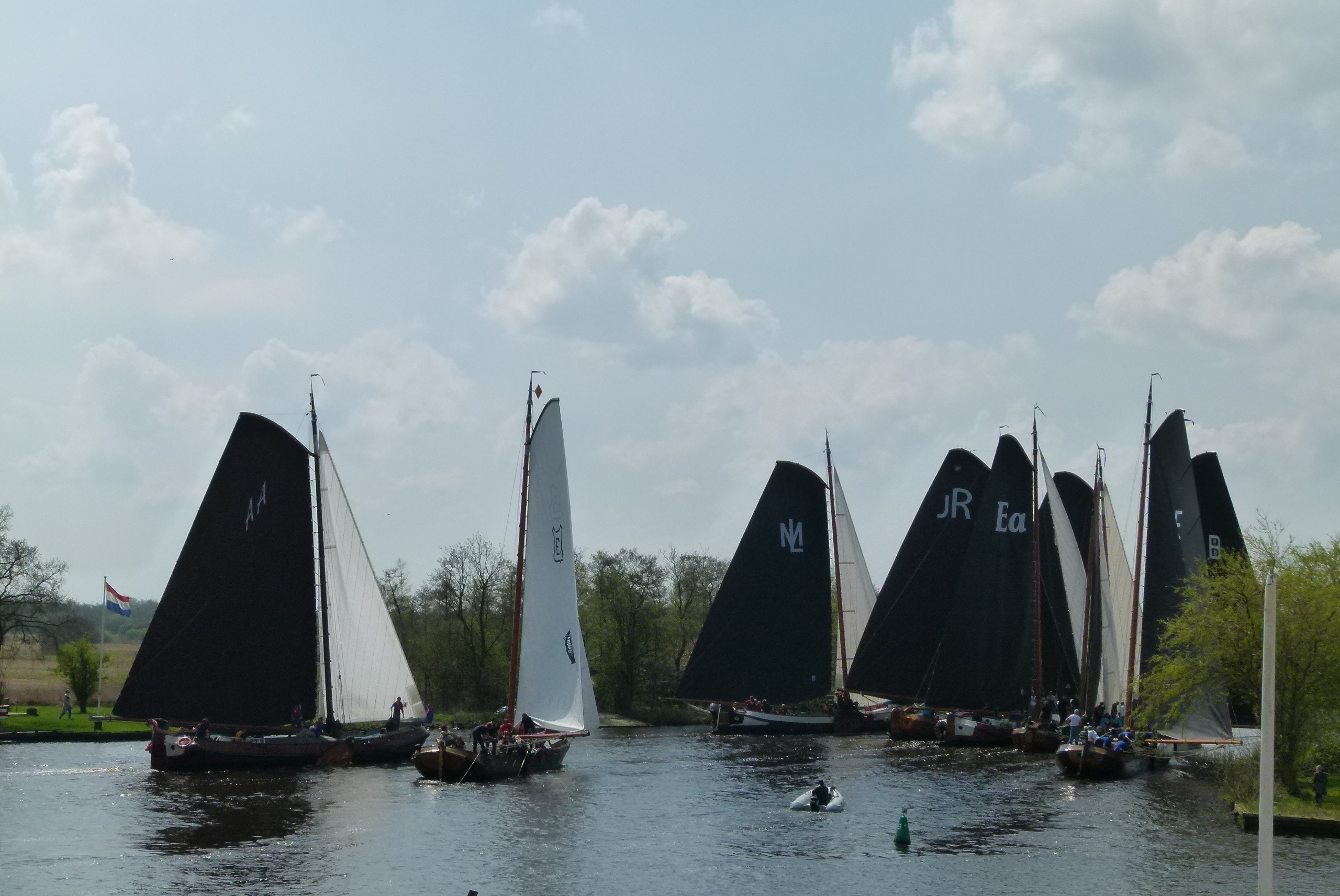
Skûtsjesilen 2015; schip met teken LM; derde van links

## Geschiedenis
Lodewijk Meeter en zijn (klein)zoons hebben van 1968 tot 2024 met twee verschillende skûtsjes gezeild, die beide “it Doarp Huzum” werden genoemd. Met het eerste skûtsje (1968-2012) heeft Lodewijk vaak in de voorhoede gezeild en is hij tweemaal kampioen geworden. Dit eerste schip is in 1911 gebouwd op de Leeuwarder werf de Roos & van der Meijden. 
Lodewijk Meeter is in 1988 gestopt en opgevolgd door zijn zoon Eildert. Daarna hebben diverse kleinzoons aan het helmhout gestaan. De familie Meeter heeft tot 2013 met dit schip gezeild. De resultaten van “pake” (opa) Lodewijk zijn niet geëvenaard. In plaats daarvan eindigden ze een aantal jaren steevast op de laatste plaats. 
In 2013 kocht de Stichting Vriendenclub Huzumer Skûtsje het huidige skûtsje. Dit is de “Sûn en Wol” waarmee hun achterneef Siete Meeter had deelgenomen bij de IFKS. Dat tweede skûtsje is in 1925 gebouwd door de Scheepswerf van der Werff  aan het Buitenstverlaat  in Drachten. Maar ook dat schip, wist zich de eerste jaren niet aan de achterhoede te ontworstelen. In 2017 en 2018 behaalde schipper Johannes Hidzerszoon Meeter een succesvolle zevende plaats en in 2019 wisten ze een vijfde plek te bereiken.
In 2024 maakte Johannes Hzn Meeter bekend te stoppen als schipper, waarna niet tijdig een nieuwe schipper gevonden kon worden uit de familielijn van Lodewijk Meeter. Siete Eildertszn Meeter, de kleinzoon van Lodewijk's broer Siete Meeter Sr, nam de taak van schipper over in 2025 en keerde hiermee terug op de "Sûn en Wol".

## Schippers
- Lodewijk Meeter sr. 1968-1988
- Eildert Lodewijksz Meeter	1989-1996
- Lodewijk Eildertsz Meeter	1997-2008
- Eildert Klaasz Meeter 2009-2011
- Lodewijk Hidzersz Meeter	2012-2016
- Johannes Hidzersz Meeter	2017-2024
- Siete Eildertsz Meeter 2025-heden

## Skûtsjes
- it Doarp Huzum (1)	1968-2012
- it Doarp Huzum (2)	2013-heden

1. ↑  Skûtsjevloot weer volledig: Siete Meeter nieuwe schipper op Huizumer skûtsje. www.omropfryslan.nl (22 februari 2025). Geraadpleegd op 24 juli 2025.